# Ronnie Rees
Ronnie Rees (Ystradgynlais, Gales; 4 de abril de 1944-Swansea, Gales; 31 de octubre de 2023) fue un futbolista [[Reino Unido|británico que jugó en la posición de extremo.

## Carrera

### Club
| Periodo   | Club                     |
| --------- | ------------------------ |
| 1962-1968 | Coventry City FC         |
| 1968–1969 | West Bromwich Albion FC  |
| 1969–1972 | Nottingham Forest FC     |
| 1972–1975 | Swansea City AFC         |
| 1975      | Haverfordwest County AFC |

### Selección nacional
Jugó para Gales en 39 ocasiones de 1965 a 1972 y anotó tres goles.

## Logros

### Club
- Football League Second Division (1): 1966/67[3]
- Football League Third Division (1): 1963/64[3]

### Individual
- Miembro del Coventry City Hall of Fame en 2012.[5]

## Tras el retiro
Luego de retirarse como futbolista profesional, Rees trabajó para Ford en sus fábricas en Swansea y Bridgend. Se vio forzado a retirarse de la empresa en 1995 a los 51 años luego de sufrir un ataque cardíaco grave que dificultaba su habilidad para caminar y hablar. Pasó a ser residente de Hengoed Court Care Home en Swansea. La noticia de que su estado de salud empeoraba se dio a conocer por el Coventry City football news.